# Barbatula namiri
Barbatula namiri là một loài cá vây tia thuộc họ Balitoridae. Loài này có ở Liban, Syria, và Thổ Nhĩ Kỳ. Môi trường sống tự nhiên của chúng là sông ngòi. Chúng hiện đang bị đe dọa vì mất môi trường sống.